# 矢島粂安
矢島 粂安（やじま くめやす　1911年 - 1944年4月）は、日本のプロ野球選手。長野県出身。結婚後の姓は、繁原（しげはら）。

## 来歴・人物
松本商業（現・松商学園高等学校）在学中には、1926年春の甲子園で、大会屈指の好投手だった宮武三郎（高松商）から選抜初のサヨナラホームランを放った。この試合は2-2の同点で迎えた延長12回に、ランニングサヨナラ3ランとなる物だった。この大会では外野手としてチームを準優勝に導き、「信州のベーブ・ルース」とあだ名された。松本商卒業後は、早稲田大学に進学し、大学野球でも活躍した。
早大卒業後は清水建設に就職するも、クラブチームの強豪だった東京倶楽部に誘われ入団。1931年～1933年にまで在籍し、都市対抗野球大会で2度の優勝（第5回大会、第7回大会）に貢献した。その実績が認められ、1934年には日米野球の全日本選抜メンバーに選出された。1934年11月20日に沢村栄治が大リーグ選抜相手に0-1の好投を見せた試合（草薙球場）では、2安打を打って気を吐いた（全日本はアール・ホワイトヒル投手に3安打に抑えられ、矢島の他には井野川利春〈1安打〉しかヒットを打つ事が出来なかった）。日米野球全18試合中14試合に出場し、44打数13安打，打率.295と活躍した（チーム内では、井野川の打率.348に次ぐ好成績だった）。
日米野球での活躍により、大日本東京野球倶楽部の創設に参加。背番号2が与えられ、アメリカ遠征にも参加し副将を務める。遠征中に待遇などの問題から、総監督の市岡忠男と田部武雄・水原茂・苅田久徳に代表される選手団の間に摩擦が発生すると、矢島は選手側の動向を市岡に伝えていたという。翌1936年の日本野球連盟結成前に退団。その後応召され、1944年4月にボルネオ島で戦病死した。享年33。
東京ドーム内の野球殿堂博物館にある戦没野球人モニュメントに彼の名が刻まれていたが、2015年、戦没が確認された他の4選手とともに新たに鎮魂の碑に名前が加えられた。

## 詳細情報

### 背番号
- 7 （1934年、日米野球時）[1]
- 2 （1935年）[7]